# 米特尔斯特纳厄
米特尔斯特纳厄是德国下萨克森州的一个市镇。总面积33.68平方公里，总人口621人，其中男性304人，女性317人（2011年12月31日），人口密度18人/平方公里。